# Asio (software)
Asio is een opensourcebibliotheek voor C++, beschikbaar voor meerdere platformen. Deze bibliotheek geeft de gebruikers toegang tot asynchrone input/output operaties via een objectgeoriënteerde werkwijze.
Op 30 december 2005 werd ASIO opgenomen in de Boost-bibliotheek.
In 2006 werd een voorstel gedaan om ASIO toe te voegen aan het tweede Technical Report on C++ Library Extensions (TR2), een voorstel om de C++ standaard software-bibliotheken uit te breiden.